# Gorilla d'argilla
Gorilla d'argilla (Gorilla My Dreams) è un film del 1948 diretto da Robert McKimson. È un cortometraggio d'animazione della serie Looney Tunes, uscito negli Stati Uniti il 3 gennaio 1948. L'antagonista Bruttone Gorilla è riapparso in seguito in Una vecchia pianola (1950) e come boss nel videogioco Bugs Bunny e Taz in viaggio nel tempo (2000). Nel 1959 ne venne prodotto un remake dal titolo La cicogna ubriaca.

## Trama
Bugs Bunny sta leggendo Esquire in un barile in mezzo all'oceano. Poco lontano si trova l'isola di Bingzi-Bangzi, popolata da gorilla che si comportano come esseri umani. Una delle scimmie, la signora Gorilla, è triste perché non ha figli, mentre a suo marito Bruttone non potrebbe importare di meno. In riva al mare, la signora Gorilla trova il barile con dentro Bugs e lo porta sulla cima degli alberi. Quando Bugs ne esce, la scimmia lo prende in braccio e lo bacia. Bugs all'inizio si rifiuta di farsi adottare, ma si arrende quando lei inizia a piangere. La signora Gorilla presenta quindi Bugs a Bruttone, che non ne è troppo felice. Il gorilla quindi porta Bugs a fare una "passeggiata", ma si tratta di uno stratagemma per maltrattarlo. Bugs quindi gli fa cadere una noce di cocco in testa, e ne segue un lungo inseguimento che termina quando Bugs si ritrova sul bordo di un burrone. Bugs si arrende e permette a Bruttone di picchiarlo, tuttavia il gorilla si stanca presto e cade a terra esausto, mentre Bugs ne esce praticamente illeso.

## Produzione
Warren Foster iniziò a lavorare sul soggetto del film alla fine del 1945, ispirandosi probabilmente ai jungle movie in voga all'epoca e al baby boom del dopoguerra. La registrazione dei dialoghi, tutti recitati dal solo Mel Blanc, avvenne il 19 gennaio 1946. Alla fine di gennaio del 1947 si tenne la sessione di registrazione della colonna sonora.

## Distribuzione

### Edizione italiana
Il cortometraggio fu distribuito nei cinema italiani il 16 marzo 1963 nel programma Silvestro il magnifico, in lingua originale. Fu doppiato per la televisione nel 1996 dalla Angriservices Edizioni, sotto la direzione di Renzo Stacchi su dialoghi di Manuela Marianetti. La prima battuta intelligibile di Bruttone ("Kids!", ovvero "Bambini!") non fu doppiata ed è assente dall'edizione italiana. Non essendo stata registrata una colonna internazionale, la musica presente durante i dialoghi fu sostituita e le canzoni rimasero in inglese.

### Edizioni home video

#### VHS
America del Nord
- Bugs! (1988)
- Bugs Bunny's Greatest Hits (1990)
- The Golden Age of Looney Tunes Volume 7: Bugs Bunny by Each Director (1992)
- Looney Tunes: The Collector's Edition - Wabbit Tales (1999)
- Taz's Jungle Jams (2000)

Italia
- Taz alla riscossa (22 maggio 2002)

#### Laserdisc
- Bugs! & Elmer! (1989)
- The Golden Age of Looney Tunes (11 dicembre 1991)

#### DVD e Blu-ray Disc
Il corto fu incluso nel primo disco della raccolta DVD-Video Looney Tunes Golden Collection: Volume 2 (intitolato Bugs Bunny Masterpieces) distribuita il 2 novembre 2004, dove è visibile anche con un commento audio di Jerry Beck; il DVD fu pubblicato in Italia il 16 marzo 2005 nella collana Looney Tunes Collection, col titolo Bugs Bunny: Volume 2. In Italia fu inserito anche nel DVD Bugs Bunny della collana I tuoi amici a cartoni animati!, uscito il 15 novembre 2011. Fu poi incluso nel primo disco della raccolta DVD Looney Tunes Spotlight Collection Volume 8, uscita in America del Nord il 13 maggio 2014, e, nuovamente col commento audio, nel primo disco della raccolta Looney Tunes Platinum Collection: Volume Three, uscita in America del Nord in Blu-ray Disc il 12 agosto 2014 e in DVD il 4 novembre.

## Accoglienza
Lo storico dell'animazione Jerry Beck ha definito il film uno dei migliori cartoni animati di McKimson, citando come uno dei punti di forza la colonna sonora e in particolare l'arrangiamento del brano "Dinner Music for a Pack of Hungry Cannibals" di Raymond Scott durante la scena dell'inseguimento. Nel 2010 il film fu selezionato per l'inclusione nel libro di Beck The 100 Greatest Looney Tunes Cartoons; in tale occasione il suo collega Mike Mallory lo definì "una commedia avvincente e divertente messa in scena con energia mozzafiato e tempismo impeccabile" e descrisse il combattimento tra Bugs e Bruttone come "il cartone animato Warner Bros. al suo apice".